# Papuacedrus papuana
Papuacedrus papuana – gatunek zimozielonych drzew z rodziny cyprysowatych (Cupressaceae). Jedyny współczesny przedstawiciel rodzaju Papuacedrus. Występuje na Molukach i Nowej Gwinei na wysokościach od 1300 do 3600 m n.p.m.

## Morfologia
PokrójDrzewo osiągające 50 m wysokości z szeroką koroną, z rozpostartymi poziomo konarami. Końce pędów płasko rozpostarte, niezróżnicowane od góry i dołu, na końcach zgięte.
LiścieŁuskowate, ciemnozielone. Młodociane wydłużone i rozpostarte, dojrzałe drobne i przylegające do pędu. Są dimorficzne i ułożone w 4 rzędach. Środkowe mają tylko 1,7 mm długości i 1,5 mm szerokości. Boczne osiągają do 3 mm długości i 1,5 mm szerokości.
Organy generatywneKwiaty męskie skupione w strobile składające się z 4 okółków mikrosporofili. Strobile żeńskie jajowate, do 13 mm długości, sinobrązowe. Składają się z 4 łusek wywiniętych na końcach.
NasionaOwalne, długości do 2,5 mm, zaopatrzone w dwa nierówne skrzydełka, z których większe osiąga do 6 mm.